# کیم جی-هون (بازیگر، زاده ۲۰۰۰)
این یک نام کره‌ای است؛ نام خانوادگی کیم است.
کیم جی-هون (کره‌ای: 김지훈؛ زادهٔ ۹ ژانویه ۲۰۰۰)، همچنین با نام جی هون نیز شناخته می‌شود، خواننده و بازیگر اهل کره جنوبی است. او حرفهٔ بازیگری خود را به عنوان بازیگر کودک آغاز کرد و در سال ۲۰۱۳ در مجموعهٔ تلویزیونی نوجوانانهٔ ملودی عشق ایفای نقش کرده‌است.

## فیلم‌شناسی

### فیلم
- فلش بک (۲۰۰۸) – جوانی یونگ-جسو
- چطور روی زمین زندگی می‌کنی (۲۰۰۹) – هون
- خانهٔ خانوادگی (فیلم کوتاه، ۲۰۰۹) – سون
- آموزش بد (فیلم کوتاه، ۲۰۱۰)
- رفتگرهای روح (۲۰۱۲) – ایل-کوانگ
- زامبزیا (انیمیشن، ۲۰۱۲) – کای (دوبلهٔ کره‌ای)
- ۴:۴۴ ثانیه (TBA)[۳]

### مجموعه‌های تلویزیونی
- داستان واقعی چشم قرمز (وای-استار، ۲۰۰۷) – جوانی دونگ-یوپ
- 꾸러기 탐구생활 (اس‌بی‌اس، ۲۰۱۰)
- دونگ‌یی (ام‌بی‌سی، ۲۰۱۰) – فرزند اشراف‌زاده
- نمایش نامحدود (فصل ۱) (تونیورس، ۲۰۱۱) – جون-سوک
- افتخار جین (کی‌بی‌اس۲، ۲۰۱۱) – جوانی سو این-وو
- پنج انگشت (اس‌بی‌اس، ۲۰۱۲) – جوانی یو این-ها
- زوج اوه‌لالا (کی‌بی‌اس۲، ۲۰۱۲) – جوانی جانگ هیون-وو
- سام‌سِن‌گی (کی‌بی‌اس۲، ۲۰۱۳) – جوانی پارک دونگ-وو
- ملکهٔ کلاس (ام‌بی‌سی، ۲۰۱۳) – کیم ته-سونگ
- ملودی عشق (کی‌بی‌اس۱، ۲۰۱۳) – کیم سونگ-هون
- دکتر غریبه (اس‌بی‌اس، ۲۰۱۴) – جوانی لی سونگ-هون